# Menora

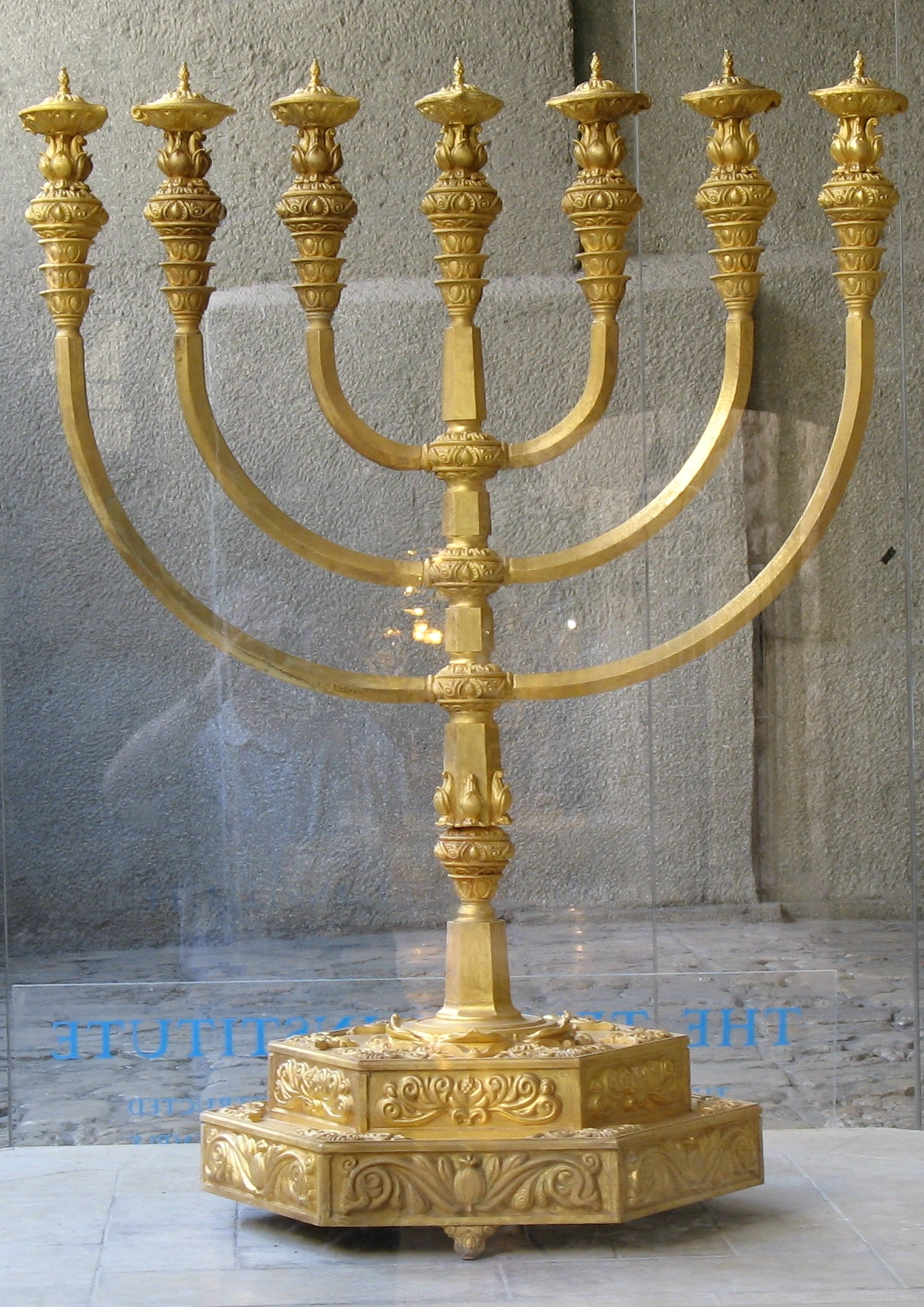
En rekonstruktion av tabernaklets menorah.

Menora eller menorah (hebreiska: מְנוֹרָה, menōrā), plural menoror, är en sjuarmad ljusstake och en vanlig symbol för judendomen. Den återfinns även på Israels riksvapen. "Menora" på hebreiska betyder "lampa".

## Symbolik och ursprung
Menoran symboliserar den brinnande törnbuske, i vilken Herren uppenbarade sig för Moses på berget Horeb (Andra Moseboken, kapitel 3). Den ursprungliga menoran gjordes under Moses ledning för tabernaklet under ökenvandringen enligt en vision han fått. Den gjordes av solitt guld och med många blomdekorationer. Menoran hade lampor för olivolja och skulle lysa upp "det heliga" varje dag. Den installerades sedan av kung Salomo i det nybyggda Jerusalems tempel. Torah omnämner den i Andra Moseboken 25:31 samt i Första Kungaboken 7:49.
Enligt Talmud brukade det västligaste ljuset brinna mirakulöst hela dagen utan påfyllning under seklen före babyloniska fångenskapen. Vid Jerusalems förstörelse år 587 f.Kr. revs Salomos tempel och de dyrbara föremålen inklusive menoran bortfördes av babylonierna. Sedan återbördades den genom persernas försorg till Jerusalem och insattes med övriga ceremoniella föremål i det andra templet (Esra 6).
Judiska kriget mot den romerska ockupationsmakten som började år 66 e.Kr. resulterade i att romarna år 70 rev templet och förde menoran till Rom där den finns avbildad på Titusbågen. Den antas ha försvunnit vid någon av plundringarna av Rom på 400-talet och kan då ha tagits av vandalerna till Kartago. Enligt Prokopios fördes menoran till Konstantinopel av Belisarius år 533 och visades upp i triumf, för att sedan återföras till Jerusalem. Sedan dess är ljusstakens öde helt okänt, och den kan ha förstörts eller försvunnit vid persernas erövring av Jerusalem år 614. 

## Användning
Många kristna kyrkor har sjuarmade ljusstakar, speciellt den ortodoxa kyrkan men judiska synagogor har det oftast inte eftersom menoran anses helig och avsedd för templet. En sjuarmad menora får inte användas utanför templet enligt Talmud, men en annan variant, chanukkia, används för firandet av chanukka, med 8+1 ljus, ofta stearinljus. I synagogan kan istället en "evigt brinnande lampa" finnas som symbol för templets menora.
Menoran används i den symbol som kallas det messianska sigillet och som används av messianska troende. Även synagogor använder menoran i symboler. Utanför Knesset i Jerusalem finns en 5 meter hög sjuarmad menoraskulptur av brons.